# Góry Samsarskie
Góry Samsarskie (gruz. სამსარის ქედი, Samsaris kedi) – wulkaniczne pasmo górskie w południowej Gruzji, około 120 km na południowy zachód od Tbilisi. Stanowi część Małego Kaukazu. Wznosi się z płaskowyżów: Dżawacheckiego oraz Calka. Pasmo ma długość około 40 km; ciągnie się z północy na południe. Wysokość waha się pomiędzy 2500 a 3000 m n.p.m.
W paśmie znajduje się około 20 wulkanów. Najwyższe z nich to:
- Didi Abuli (3300 m n.p.m.)[1]
- Samsari (3284 m n.p.m.)[1]
- Tawkwetili (2582 m n.p.m.)[2]
- Szawnabada (2929 m n.p.m.)[2]
- Godorebi (3188 m n.p.m.)
- Iwantepe (2933 m n.p.m.)
- Korogli (2921 m n.p.m.)

Góry Samsarskie porośnięte są głównie górskimi łąkami. Lasy praktycznie nie występują. Klimat pasma należy do najbardziej surowych w Gruzji. Lata są krótkie i chłodne, za to zimy niezwykle długie jak na Południowy Kaukaz, z temperaturami spadającymi do -25 lub nawet -35 stopni.